# トヨペット・マスター
トヨペット・マスター（Toyopet Master）は、トヨタ自動車工業（現・トヨタ自動車）が1955年（昭和30年）1月から1956年（昭和31年）11月まで生産し、トヨタ自動車販売（現・トヨタ自動車）が1955年1月から1956年12月まで販売していたタクシー専用を目的としたセダン型乗用車である。

## 概要
1955年（昭和30年）1月1日、トヨペット・スーパー、およびトヨペット・カストムの後継モデルとして、初代トヨタ・クラウンRS型と同時に販売を開始した。クラウンは自家用乗用車として想定されていたのに対し、マスターは主にタクシーとしての使用を考慮され、クラウンより10万円安い89万5000円で販売された。クラウンはトヨタ自工自らが開発、生産を行い、マスターは関東自動車工業が開発、生産を担当した。従って、厳密にはトヨペット・スーパーRHK型（関東自動車工業製ボディ）の流れを汲んでいる。
サスペンションには前後輪ともに実績のある技術であるリーフリジッドアクスル（車軸懸架）を採用した。同時に販売されたクラウンがトヨタとしては初めて本格的な前輪独立懸架を採用したのと対照的である。マスターはタクシーでの酷使を想定し、より堅牢なリーフリジットアクスルを採用した。また、トヨタにはトヨペット・SA型で四輪独立懸架を採用したもの販売後に破損が多発した過去があり、野心的な設計のクラウンに対し、保守的な設計であるマスターを併売することで商業的なリスクを避ける意図があった。
しかし、実際にはクラウンの前輪独立懸架は長期にわたる実験が実を結び、耐久性の問題が生じなかった。そのため、タクシー業者も、乗り心地や操縦安定性に優れたクラウンを選び、マスターの販売台数は振るわなかった。
マスターは翌1956年（昭和31年）11月30日を以って販売を終了した。総生産台数は7403台であった。
予想外の短命となったマスターへの
設備投資を無駄にしないため、トヨタが実力を評価していた関東自工の生産技術を維持するため、マスターの生産ラインは商用車であるマスターラインに引き継がれ、さらに、ボディーパネルやウインドウガラスはRK型小型トラック（→ライトトラック→初代スタウト）と初代トヨペット・コロナにも流用された。

## 開発の過程
上述の通り、前輪独立懸架など野心的な設計を備えたクラウンに対し、マスターにはクラウンが失敗した場合に備えたリスクヘッジの役割があった。また、それまでトヨペット乗用車のボディ架装は関東自動車の生産ラインが行っていたが、クラウンではトヨタがボディを自社生産することになったため、空いてしまう関東自動車の生産ラインに仕事を与え生産ラインを維持する目的もあった。
開発着手はクラウンRSからは1年9ヶ月遅れた1953年（昭和28年）10月で、クラウンと同時期に販売するため突貫で開発された。開発チームの主査はトヨタ自工技術部設計課の薮田東三で、トラック開発の主査としての経験はあったが、乗用車は初めての担当であった。クラウンの主査である中村健也がとかく凝り性だったのに対し、薮田は既存パーツを活用しての促成開発を得意としていた。また関東自動車の技術陣も開発意欲は高く、既にモノコックボディ試作車を独自開発した経験もあった。彼らの協力で1954年（昭和29年）1月末にシャシが、同年3月初旬には試作ボディがそれぞれ完成しており、わずか5ヶ月ほどで開発された。

## 構成
クラウンと同時発売されたが姉妹車ではなく、別々に設計された。しかし、クラウン用に先行開発された機能部品（コンポーネンツ）の多くを共用している。R型エンジン（水冷直列4気筒OHV、1,453 cc、48 ps）、クラッチ・変速機からディファレンシャルギアに至るまでの駆動系、ブレーキシステム、ステアリング機構などである。その他のシャシパーツは既存のトヨペットトラックと乗用車のものを多く流用した。
先述の通り、サスペンションはクラウンが前輪独立懸架・リア3枚板バネリジッドだったのに対し、マスターでは前後とも保守的な5枚板バネリジッドとした。ただし乗り心地を良くするため、先代車種であるトヨペット・スーパーより格段にスプリングレートを小さくしている。
ボディは4ドアセダンである。デザインはクラウンがアメリカンスタイルなのに対し、マスターはメッキモールを少なくしたヨーロピアンスタイルで外見が全く異なる。また、クラウンのドアが後席ドアを後方ヒンジにした観音開きであることに対し、マスターは前後ドアとも前ヒンジの一般的な方式としている。また、マスターのフロントウインドシールドは1枚物平面ガラスである。

## 姉妹車
- トヨペット・マスターライン